# Louiselle (1971)
Louiselle è il secondo album discografico dell'omonima cantante pubblicato in Italia nel 1971.

## Tracce
1. Domani è festa (Luigi Clausetti e Piero Soffici)
2. Cosa voglio (Paolo Morelli)
3. L'isola d'Elba (Aldo Tamborrelli, Carlo Rossi, Gianni Dell'Orso)
4. Funtanella (Carlo e Mario Salerni, Luca Troia, Raimondo Dura)
5. Angelo Azzurro (Aldo Tamborrelli, Roberto Rossi, Giovambattista Sposato, Gianni Dell'Orso)
6. Senza le scarpe (Luigi Albertelli, Piero Soffici)
7. Prato bianco (Aldo Tamborrelli, Roberto Rossi, Gianni Dell'Orso)
8. Quanno sponta primmavera (Mario De Angelis, Enzo Bonagura, Renato Rutigliano)
9. La recluta (Aldo Tamborrelli, Carlo Rossi, Gianni Dell'Orso)
10. Papà perdonami (Carlo Lanati, Carlo Rossi, Marcello Marrocchi)